# Најдужи пут
„Најдужи пут” (мкд. Најдолгиот пат) је југословенски и македонски филм из 1976. године. Режирао га је Бранко Гапо а сценарио је написао Петре М. Андреевски.

## Улоге
| Глумац             | Улога   |
| ------------------ | ------- |
| Ристо Шишков       | Чауш    |
| Дарко Дамевски     | Секула  |
| Петре Арсовски     | Јован   |
| Шишман Ангеловски  | Поп     |
| Петар Темелковски  | Дуко    |
| Душан Јанићијевић  | Синан   |
| Јорданчо Чевревски | Стеван  |
| Панче Камџик       | Џевдет  |
| Ненад Милосављевић | Крсте   |
| Мето Јовановски    | Коста   |
| Лутфи Сејфулах     | Клисар  |
| Гојко Митић        | Омер    |
| Фирдаус Неби       | Муљезим |
| Џeмаил Макшут      | Јоргос  |
| Рамадан Мамут      | Трпе    |
| Борис Ћоревски     | Сеиз    |
| Кирил Псалтиров    | Бегалец |

Остале улоге ▼
| Глумац            | Улога      |
| ----------------- | ---------- |
| Фехми Груби       | Хасан      |
| Николина Гравчева | Анџика     |
| Сузана Максут     | Була       |
| Салаетин Билал    | Кајмакам   |
| Енвер Беџет       | Писар      |
| Чедо Христов      | Стојан     |
| Мери Бошкова      | Мајка      |
| Ристе Стефановски | Татко      |
| Крум Стојанов     | Анџија     |
| Ацо Јовановски    | Трипун     |
| Димитар Гешоски   | Сомнителец |
| Јанез Врховец     | Кади Аскет |
| Саша Арц          | Макс       |